# Watch (Album)
Watch ist das achte veröffentlichte Musikalbum der britischen Rockband Manfred Mann’s Earth Band. Es wurde im Studio The Workhouse in London aufgenommen und erschien 1978.

## Das Album
Watch enthält eine für die Earth Band typische Mischung aus Coverversionen und eigenen Titeln. Bei den Coverversionen handelt es sich bei diesem Album u. a. um Lieder von John Simon und Robbie Robertson, Bob Dylan und des amerikanischen Gitarristen Lane Tietgen. Dem Album voran ging die Veröffentlichung der Single California im November 1977, ein Titel der von Sue Vickers stammt, der Ehefrau Mike Vickers’, dem ehemaligen Gitarristen der 60er Jahre Manfred Mann-Popgroup. Die ebenfalls als Singles veröffentlichten Songs Mighty Quinn und Davy’s on the Road Again sind Liveaufnahmen, die allerdings im Studio einige Overdubs bekamen. Auch unterscheiden sich die ausgekoppelten Singleversionen teils erheblich von den Albumversionen. Mighty Quinn war bereits 10 Jahre zuvor im Jahr 1968 ein Singlehit für die Manfred Mann-Popgroup, der Platz eins der UK und deutschen Hitparaden erreichte. Kommerziell gesehen ist das Album das am besten verkaufte der Band, auch wenn es sich zur Zeit der Veröffentlichung in den Charts der wichtigen Märkte USA (Platz 83) und UK (Platz 33) nicht sonderlich gut platzierte. In Deutschland war es hingegen mit Platz 3 außerordentlich erfolgreich und verblieb insgesamt 69 Wochen in den Charts. Das Album wurde dafür 1979 zunächst mit Gold und 1981 schließlich mit Platin ausgezeichnet. Es ist damit das erfolgreichste Album der Band in Deutschland.  Auch in Skandinavien wurde es sehr positiv aufgenommen und war für die Plattenfirma ihr bestverkauftes Album aller Zeiten in Norwegen mit mehr als 60.000 Einheiten (Stand: Ende 1978). Die gesamte B-Seite des Albums ist bis heute komplett fester Bestandteil der Livekonzerte der Earth Band.
Im Jahr 2013 erschien Watch the DVD, auf der das gesamte Album in Form von Promo-Videos aus der Zeit der Originalveröffentlichung zu finden ist und außerdem als Bonus Songs einiger anderer Alben, Liveauftritte und Interviews enthalten sind.

## Cover
Im Vordergrund des Covers sieht man eine offenbar männliche Person in einem gelben Anzug mit ausgebreiteten Armen auf einer Landebahn. Die Person scheint vorwärts zu rennen oder vielleicht sogar abzuheben.  Die Landebahn erstreckt sich in die Ferne und führt zu einem weiten, offenen Horizont. Links neben der Landebahn ist ein Windsack zu sehen, rechts eine rot-weiß karierte Struktur, bei dem es sich um einen Kontrollelement handeln könnte, da Lichter darauf angebracht sind. Der Himmel dominiert den oberen Teil des Covers und ist mit einer großen Wolkenformation gefüllt. Die Wolken sind detailliert ausgeführt. Am oberen Rand des Covers sind der Bandname und der Albumtitel in schlichter weißer Schrift vor dem blauen Himmel platziert. Das Bild stammt von einem unbekannten Künstler namens Michael Sanz.
Die Gestaltung des Albumcovers ist von einer interessanten „Legende“ umgeben, die oft in Fan-Foren diskutiert wird. Während einer Tour durch Skandinavien soll Manfred Mann von einem Fan namens Michael Sanz ein Ölgemälde erhalten haben, das Mann signieren sollte. Mann war von dem Kunstwerk beeindruckt und fragte Sanz, ob er der Künstler sei. Nach Sanz' Bestätigung erhielt er prompt den Auftrag, das Cover zu gestalten. Es bleibt unklar, wer genau die Idee für das auffällige Motiv hatte, wobei behauptet wird, dass Thomas Johansson, der Tourmanager, der Urheber gewesen sein könnte. Mann selbst gab Sanz eine sehr anschauliche Beschreibung, wie das Cover aussehen sollte, indem er mit ausgebreiteten Armen einen Bürgersteig entlanglief. Auf Basis dieser dynamischen Anweisungen erstellte Sanz einen Entwurf, der zur allgemeinen Überraschung genau den Vorstellungen entsprach. Das Cover, das auch die Rockmusik der späten 70er Jahre symbolisiert, ist mittlerweile legendär.

## Rezeption
Das eclipsed-Magazin bescheinigt dem Album in seinem Buch Rock – Das Gesamtwerk der größten Rock-Acts im Check: alle Alben, alle Songs (Teil 1) „unschlagbar“ zu sein und „praktisch nur aus Klassikern“ zu bestehen. Konsequenterweise vergibt es daher für das Werk die höchste Kategorie „Kaufrausch“ und es landet in der Gesamtschau aller Alben hier auf Platz 1.

## Titelliste
Seite 1
1. Circles (Alan Mark) – 4:50
2. Drowning on Dry Land/Fish Soup (Chris Slade / Dave Flett, Manfred Mann) – 6:01
3. Chicago Institute (Peter Thomas, Manfred Mann, Dave Flett) – 5:47
4. California (Sue Vickers) – 5:32

Seite 2
1. Davy’s on the Road Again (John Simon, Robbie Robertson) – 5:55
2. Martha’s Madman (Lane Tietgen) – 4:52
3. Mighty Quinn (Bob Dylan) – 6:29

## Trivia
- Das Intro des Titels Circles wurde 1991 von Volkswagen in einem internen Schulungsvideo zur VW Golf 3 Händler Vorstellung 1991 und Schulung der VAG Autohäuser zu den Modellen VR6 und GTI verwendet.[16]